# یوحنا بن حیلان
یوحنا بن حیلان از فیلسوفان مسیحی بوده‌است.
او یکی از مسیحیان نسطوری و پیرو مکتب فلسفی اسکندرانی بود که در سال ۲۹۵ ه.ق. از مرو به بغداد آمد.
ابونصر فارابی از یوحنا ابن حیلان به عنوان استاد خود در منطق یاد کرده است.